# Copa Constitució 2017-2018
La Copa Constitució 2017-2018 è stata la 26ª edizione della Coppa di Andorra di calcio. Il torneo è iniziato il 21 gennaio 2018 e terminato il 20 maggio 2018. L'UE Santa Coloma era la squadra campione in carica. L'FC Santa Coloma ha vinto il trofeo per la decima volta nella sua storia.

## Turno eliminatorio
| 21 gennaio 2018 |                 |                  |
| UE Santa Coloma | 9 - 0           | FS La Massana    |
| Penya Encarnada | 1 - 1 (3-1 dtr) | Ordino           |
| Encamp          | 6 - 3 (dts)     | Carroi           |
| Inter Escaldes  | 2 - 0           | Atlètic Escaldes |

## Quarti di finale
| 14 marzo 2018   |                 |                 |
| UE Santa Coloma | 1 - 2           | Lusitans        |
| Penya Encarnada | 0 - 3           | FC Santa Coloma |
| Encamp          | 0 - 1           | Sant Julià      |
| Inter Escaldes  | 2 - 2 (8-7 dtr) | Engordany       |

## Semifinali
| 4 aprile 2018  |             |                 |
| Inter Escaldes | 0 - 1 (dts) | Sant Julià      |
| Lusitans       | 1 - 2       | FC Santa Coloma |

## Finale
| Andorra la Vella 20 maggio 2018, ore 17:00 CEST | FC Santa Coloma | 2 – 1 referto | Sant Julià | Estadi Comunal d'Andorra la Vella |